# Taungup
Taungup – miasto w Mjanmie, w stanie Rakhine. Według danych na rok 2014 liczyło 28 652 mieszkańców.